# Vaslav Nijinsky

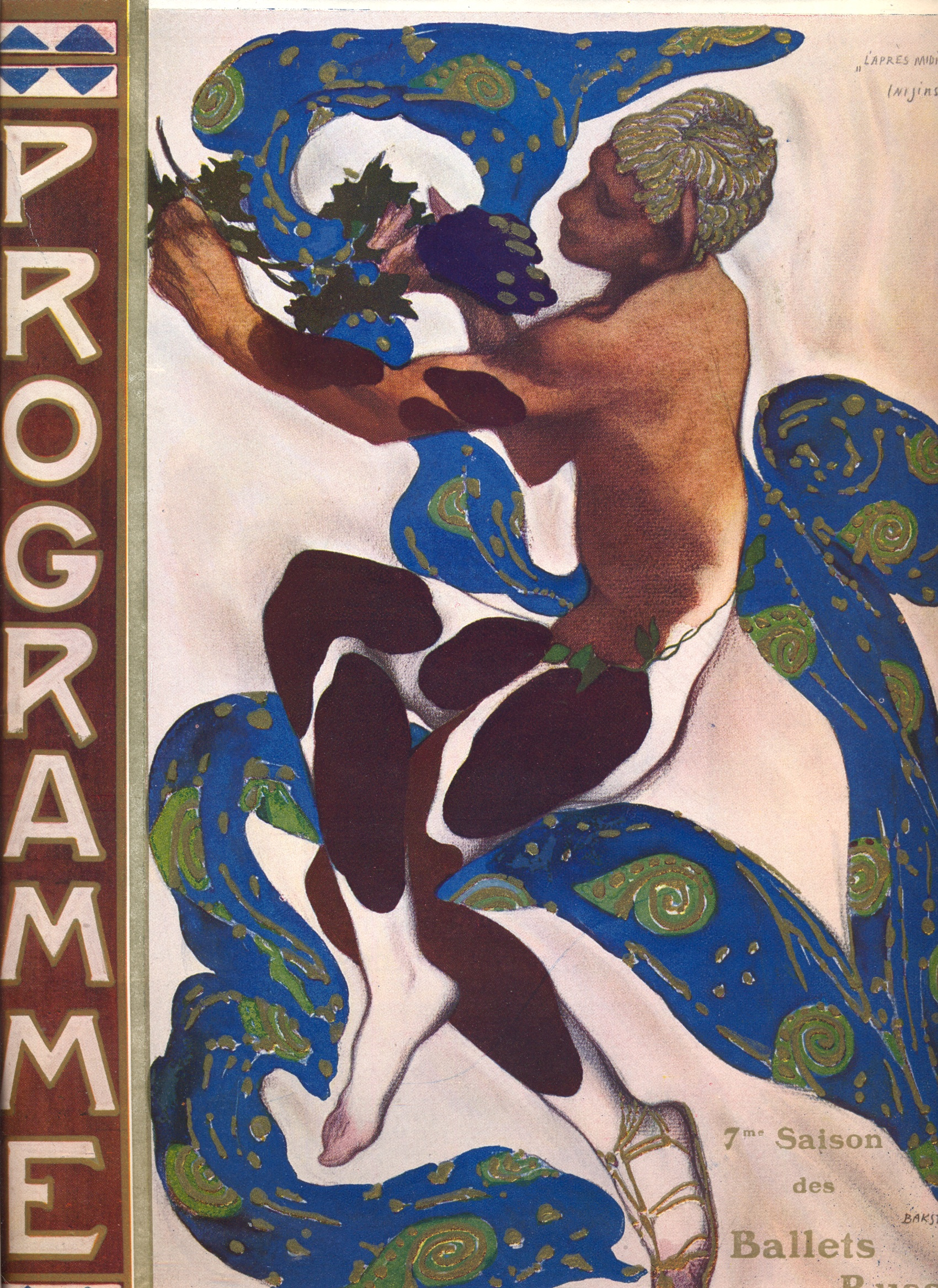
Leon Bakst - Nijinsky en el ballet La siesta de un fauno, 1912.

Vaslav Niyinsky (ruso: Вацлав Фомич Нижинский, transliterado Vátslav Fomich Nizhinski; Kiev, Gobernación de Kiev, Imperio ruso, 12 de marzo de 1890 - Londres, 8 de abril de 1950) fue un bailarín de ballet y coreógrafo ruso de origen polaco. Es considerado el mejor bailarín masculino de principios del siglo XX.
Nijinsky fue uno de los más dotados bailarines en la historia, y se hizo célebre por su virtuosismo y por la profundidad e intensidad de sus caracterizaciones. Bailaba en puntas, una rara habilidad entre los bailarines de su época y su habilidad para realizar saltos que parecían desafiar la gravedad fue también legendaria.

## Biografía
Nació , como Wacław Niżyński, en Kiev, en una familia de bailarines itinerantes polacos rusificada; Tomasz Niżyński (7 de marzo de 1862) y Eleonora Bereda (28 de diciembre de 1856). Nijinsky fue bautizado en Varsovia pese a su pobre conocimiento del polaco, se consideraba a sí mismo un polaco. La niñez de Vaslav transcurrió en su mayor parte en el Cáucaso, bailando junto a sus hermanos Stanislav Nijinsky y Bronislava Nijinska en la compañía familiar.
En 1900, se unió a la Escuela del Ballet Imperial, donde estudió con Enrico Cecchetti, Nicholas Legat y Pável Gerdt. Rápidamente destacó como un estudiante de baile de talento superior, aunque con malos resultados académicos y un comportamiento a menudo rebelde, fue solo su capacidad de baile lo que lo mantuvo inscrito. A los 18 años, tenía papeles principales en el Teatro Mariinski.

### Escuela Imperial de Ballet
En 1900, Nijinsky ingresó en la Escuela Imperial de Ballet, donde estudió danza con Sergei Legat y su hermano Nikolai. Estudió mimo con Pavel Gerdt; los tres fueron bailarines principales del Ballet Imperial Ruso. Al final del periodo de prueba de un año, sus profesores coincidieron en la excepcional habilidad para el baile de Nijinsky y fue confirmado como alumno interno de la escuela. Apareció en papeles secundarios en ballets clásicos como Fausto, como ratón en Cascanueces, paje en La Bella Durmiente y El Lago de los Cisnes', y ganó la beca Didelot. Durante su primer año, sus estudios académicos abarcaron trabajos que ya había realizado, por lo que sus resultados relativamente malos no se notaron tanto. Obtuvo buenos resultados en las asignaturas que le interesaban, pero no en las demás.
En 1902 se le advirtió que sólo la excelencia de su baile había evitado su expulsión de la escuela por malos resultados. Esta falta de rigor se vio agravada durante sus años escolares por el hecho de que Nijinsky era elegido con frecuencia como extra en diversas producciones, lo que le obligaba a ausentarse de las aulas para los ensayos y a pasar las noches en las representaciones. Se burlaban de él por ser polaco y le apodaban "Japonczek" por su aspecto ligeramente japonés en una época en la que Rusia estaba en guerra con Japón. Algunos compañeros de clase sentían envidia y resentían su extraordinaria habilidad para el baile. En 1901, uno de los compañeros de clase le provocó deliberadamente una caída que le causó una conmoción cerebral y le mantuvo en coma durante cuatro días.

Mikhail Oboukhov se convirtió en su maestro en 1902, y le otorgó la nota más alta que jamás había dado a un alumno. Recibió papeles de alumno en representaciones de mando ante el Zar de Paquita, El Cascanueces y El caballito jorobado. En música estudió piano, flauta, balalaika y acordeón, recibiendo buenas notas. Tenía una buena capacidad para escuchar y tocar música al piano, aunque su lectura a primera vista era relativamente pobre. En contrapartida, su comportamiento era a veces bullicioso y alocado, lo que provocó su expulsión de la escuela en 1903 por un incidente en el que los alumnos disparaban a los sombreros de los transeúntes con catapultas mientras eran conducidos al Teatro Mariinsky en carruajes. Fue readmitido en la escuela como no residente tras una sonora paliza y restituido en su puesto anterior tras un mes de prueba.

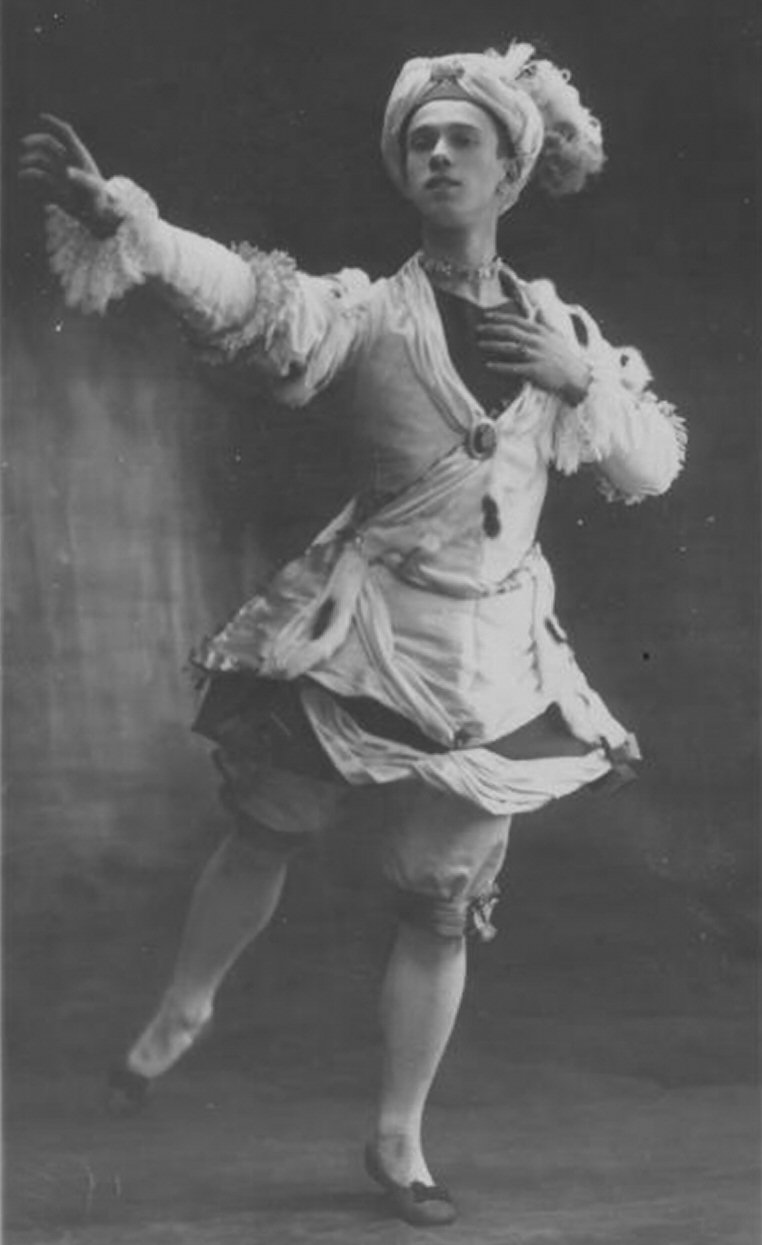
Nijinsky como esclavo de Armide en Le Pavillon d'Armide. El acto central fue coreografiado originalmente por Michel Fokine como L'animation de Gobelins para el espectáculo de estudiantes de la escuela imperial de ballet de 1907, y fue interpretado por los nuevos Ballets Rusos en su estreno en París en 1909.

En 1904, a la edad de 14 años, Nijinsky fue seleccionado por el gran coreógrafo Marius Petipa para bailar un papel principal en el que resultó ser el último ballet del coreógrafo, La Romance d'un Bouton de rose et d'un Papillon. La obra nunca llegó a representarse debido al estallido de la Guerra Ruso-Japonesa.
El domingo 9 de enero de 1905, Nijinsky se vio envuelto en la masacre del Bloody Sunday en San Petersburgo, donde un grupo de peticionarios liderados por el Padre Gapon intentaron presentar su petición al Zar. Los soldados dispararon contra la multitud, causando unas 1.000 víctimas. Nijinsky fue alcanzado por la multitud en la Nevsky Prospect e impulsado hacia el Palacio de Invierno. La caballería imperial cargó contra la multitud, hiriéndole en la cabeza. Al día siguiente, volvió al lugar con un amigo cuya hermana había desaparecido. Nunca la encontraron.
Nijinsky se volvió más tranquilo y serio a medida que crecía, pero siguió haciendo pocos amigos, lo que continuó a lo largo de su vida. Su reserva y aparente torpeza le hacían poco atractivo para los demás, excepto cuando bailaba.

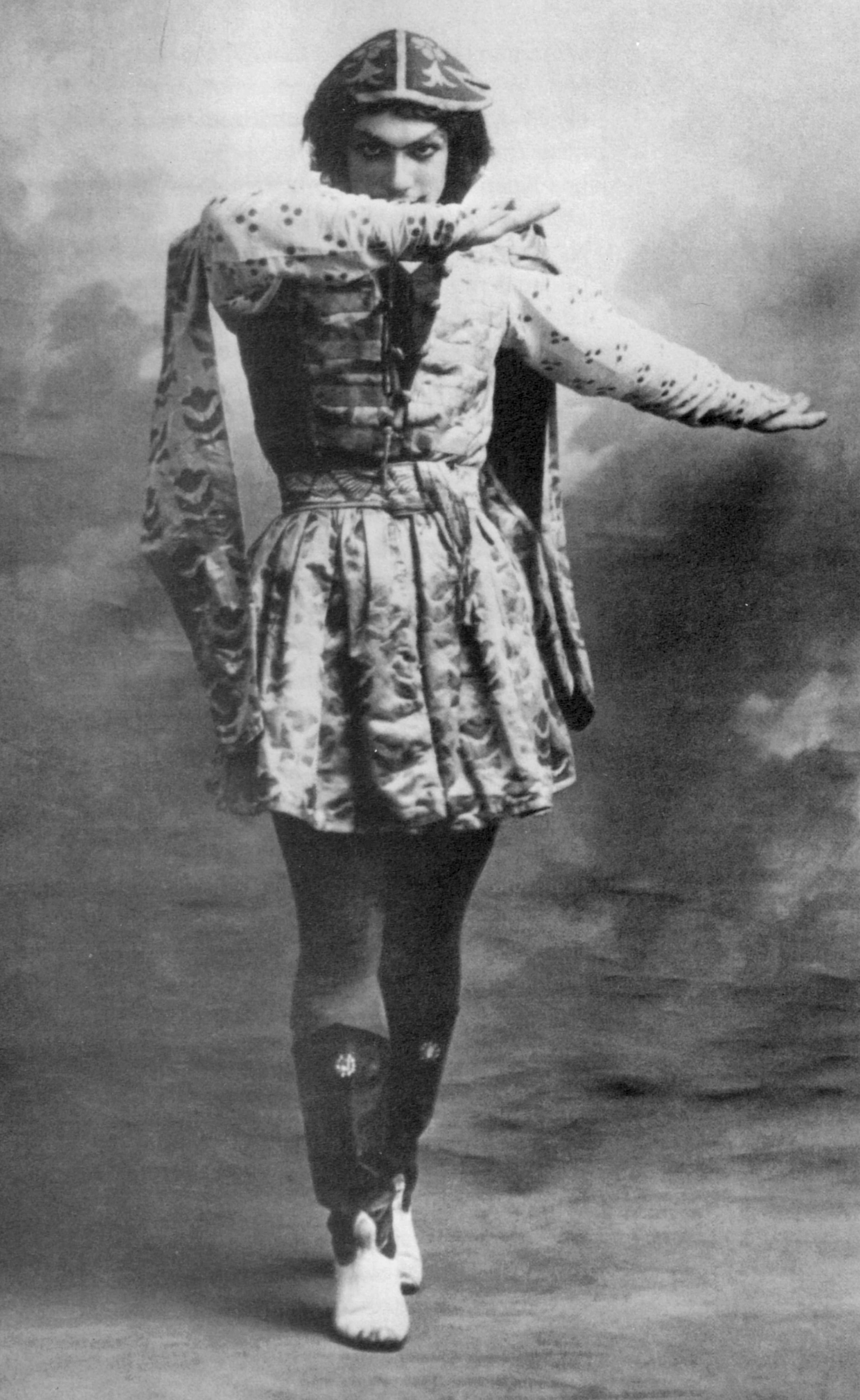
Nijinsky en Le Festin, una suite de danzas clásicas interpretada en la noche inaugural de los Ballets Rusos en París, mayo de 1909. El mensajero de la compañía describió más tarde la reacción del público ante la actuación de Nijinsky con Tamara Karsavina en el pas de deux de Bluebird (ballet): "cuando esos dos entraron en escena, ¡válgame Dios! Nunca había visto tanto público. Se diría que sus asientos estaban ardiendo"

El espectáculo anual de estudiantes de 1905 incluía un pas de deux de El mercado persa, bailado por Nijinsky y Sofia Fedorova. Oboukhov modificó la danza para mostrar las habilidades de Nijinsky, arrancando jadeos y luego aplausos espontáneos en mitad de la actuación con su primer salto.
En 1906, bailó en la producción del Mariinsky de Don Giovanni de Mozart, en una secuencia de ballet coreografiada por Michel Fokine. El director del Ballet Imperial le felicitó y le ofreció una plaza en la compañía, aunque le faltaba un año para graduarse. Nijinsky optó por continuar sus estudios. Probó suerte en la coreografía, con una ópera infantil, Cenicienta, con música de otro estudiante, Boris Asafyev. En Navidad, interpretó al Rey de los Ratones en El Cascanueces. En su graduación, en abril de 1907, formó pareja con Elizaveta Gerdt, en un pas de deux coreografiado por Fokine. Fue felicitado por la primera bailarina, Mathilde Kschessinska, del Ballet Imperial, que le invitó a formar pareja con ella. Su futura carrera en el Ballet Imperial estaba garantizada para comenzar en el nivel medio de corifeo, en lugar de en el cuerpo de baile. Se graduó como segundo de su promoción, con las mejores notas en danza, arte y música.
Nijinsky pasó el verano después de graduarse ensayando y actuando en Krasnoe Selo, un teatro improvisado con un público compuesto principalmente por oficiales del ejército. Estas actuaciones incluían con frecuencia a miembros de la familia imperial y otros miembros de la nobleza, cuyo apoyo e interés eran esenciales para su carrera. Cada bailarín que actuaba ante el zar recibía un reloj de oro con la inscripción del Águila Imperial. Impulsados por el salario de Nijinsky, sus nuevas ganancias impartiendo clases de danza y el empleo de su hermana Bronia en la compañía de ballet, la familia se mudó a un piso más amplio en la calle Torgovaya. La nueva temporada en el Teatro Mariinsky comenzó en septiembre de 1907, con Nijinsky contratado como corifeo con un salario de 780 rublos anuales.
Actuó con Sedova, Lydia Kyasht y Karsavina. Kchessinska fue su pareja en La Fille Mal Gardée, donde interpretó con éxito un papel atípico para él, lleno de humor y coqueteo. El diseñador Alexandre Benois propuso un ballet basado en Le Pavillon d'Armide, coreografiado por Fokine con música de Nikolai Tcherepnin. Nijinsky tuvo un papel menor, pero le permitió demostrar sus habilidades técnicas con saltos y piruetas. La colaboración de Fokine, Benois y Nijinsky se repitió a lo largo de su carrera. Poco después, eclipsó su propia actuación al aparecer en el pas de deux de Bluebird de La Bella Durmiente , junto a Lydia Kyasht. El público del Mariinsky estaba muy familiarizado con la pieza, pero estalló de entusiasmo por su actuación y por su aparente vuelo, un efecto que continuó teniendo en el público con la pieza durante su carrera.
En los años siguientes, Nijinsky interpretó varios papeles como solista en el Mariinsky. En 1910, Mathilde Kschessinska lo seleccionó para bailar en una reposición de El Talismán de Petipa. Nijinsky causó sensación en el papel del dios del viento Vayou.

## Ballets Rusos
Un momento decisivo para Nijinsky fue su encuentro con Serguéi Diáguilev, un miembro de la élite de San Petersburgo e importante patrón de las artes, que promovía el arte visual y musical de Rusia en el extranjero, particularmente en París. Nijinsky y Diáguilev se hicieron amantes, y Diáguilev comenzó a involucrase en dirigir la carrera de Nijinsky. En 1909, Diáguilev llevó una compañía a París, con Nijinsky y Anna Pávlova en los papeles estelares. El espectáculo tuvo gran éxito e incrementó las reputaciones tanto de los papeles estelares como de Diáguilev en los círculos artísticos de Europa. Diáguilev creó los Ballets Rusos en sus inicios, y con el coreógrafo Michel Fokine, hizo una de las compañías más conocidas de su tiempo.
El talento de Nijinsky se mostró en trabajos de Fokine como Le Pavillon d'Armide (música de Nikolái Cherepnín), Cleopatra (música de Antón Arenski y otros compositores rusos) y un divertimento La Fiesta. Su ejecución de un pas de deux en La Bella Durmiente del Bosque de (Chaikovski) tuvo un éxito inmenso; en 1910 brilló en Giselle, y los ballets de Fokine Carnaval y Scheherazade (basado en la suite orquestal de Rimski-Kórsakov). Su pareja con Tamara Karsávina, también en el Teatro Mariinski, fue legendaria.

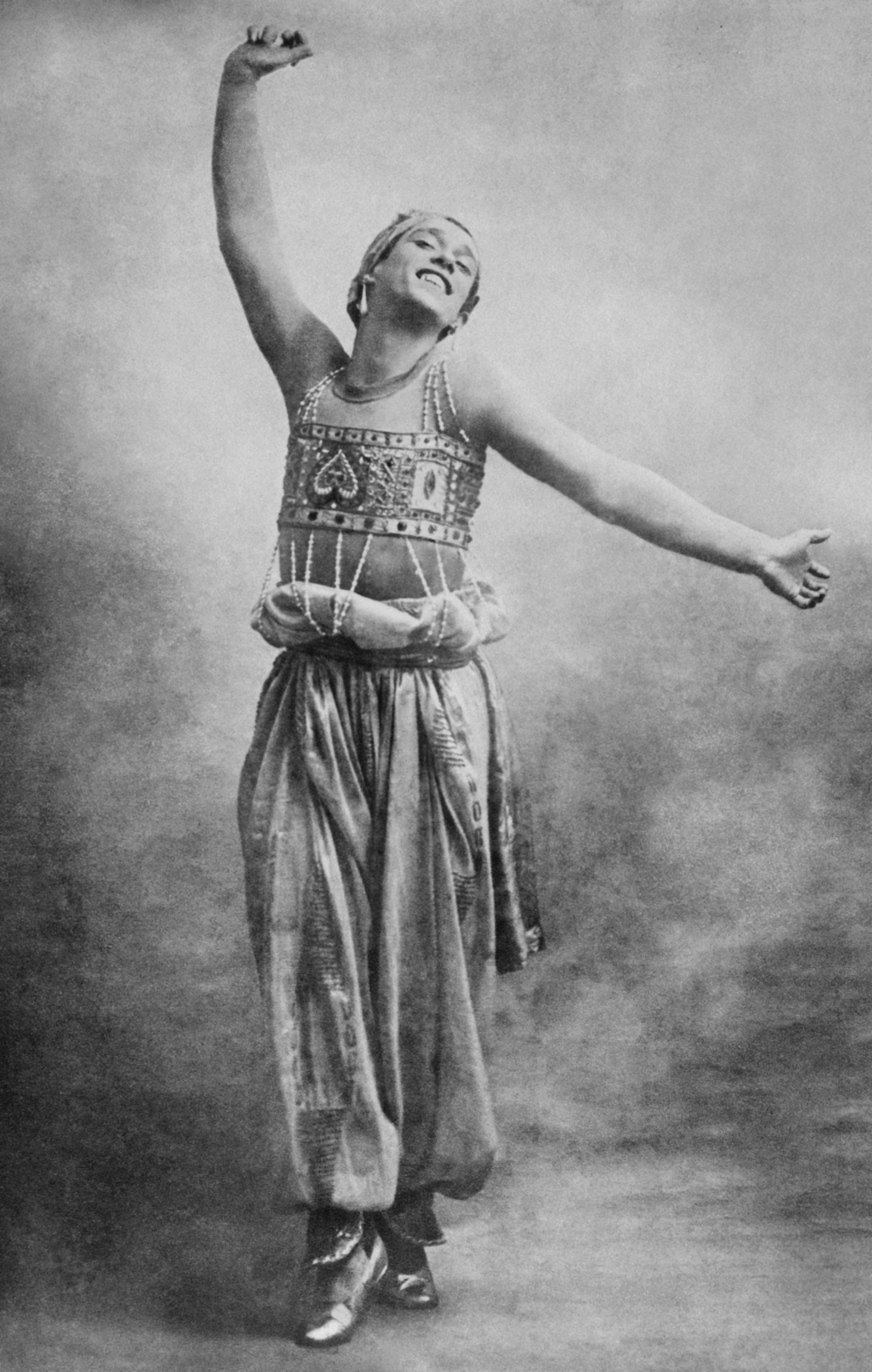
Nijinsky en Scheherazade (circa 1912)

Entonces Nijinsky regresó al Teatro Mariinski, pero pronto fue despedido como resultado de un escándalo y se hizo miembro regular del grupo de Diáguilev, cuyos proyectos se centraban alrededor de él. Tuvo papeles principales en las nuevas producciones de Fokine El Espectro de la rosa de Weber y Petrushka de Ígor Stravinski.
Con el apoyo de Diáguilev, Nijinsky comenzó a trabajar como coreógrafo, influido por la eurítmica (Dalcroze eurhythmics o rítmica) de Emile Jaques-Dalcroze, creando tres ballets, La siesta de un fauno con música de Claude Debussy (1912), Jeux (1913), Las alegres travesuras de Till Eulenspiegel, con música de Richard Strauss (1916) y La consagración de la primavera, con música de Ígor Stravinski (1913). Nijinsky creó movimientos revolucionarios en sus espectáculos, alejándose de los movimientos fluidos tradicionales del ballet entonces dominante. Sus movimientos angulares radicales combinados con matices cargadamente sexuales causaron un escándalo en el Teatro de los Campos Elíseos cuando se estrenó La consagración de la primavera en París, y se masturbó con el pañuelo de las ninfas en La siesta de un fauno.

## Matrimonio, epifania y muerte

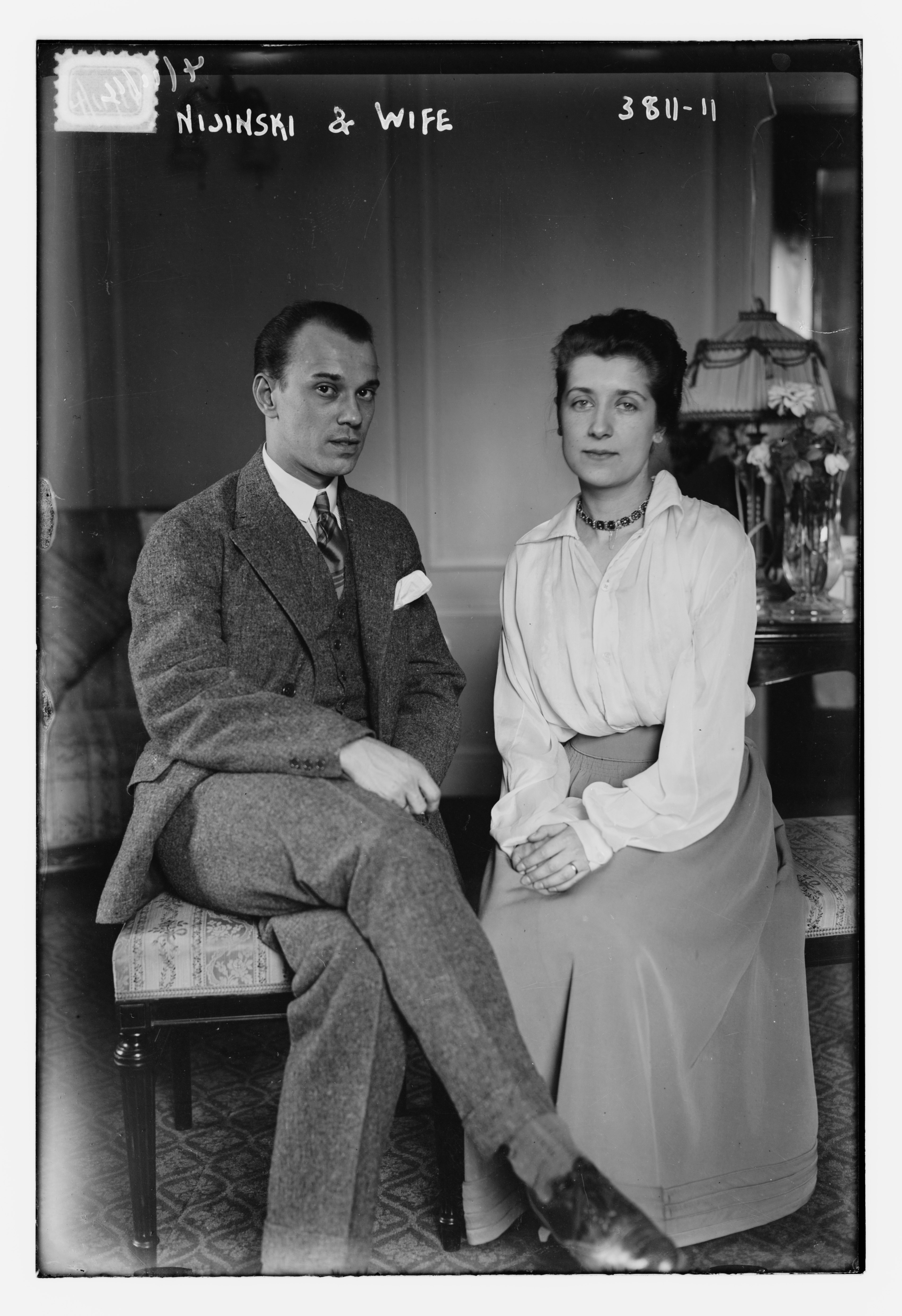
Con su esposa en 1916.

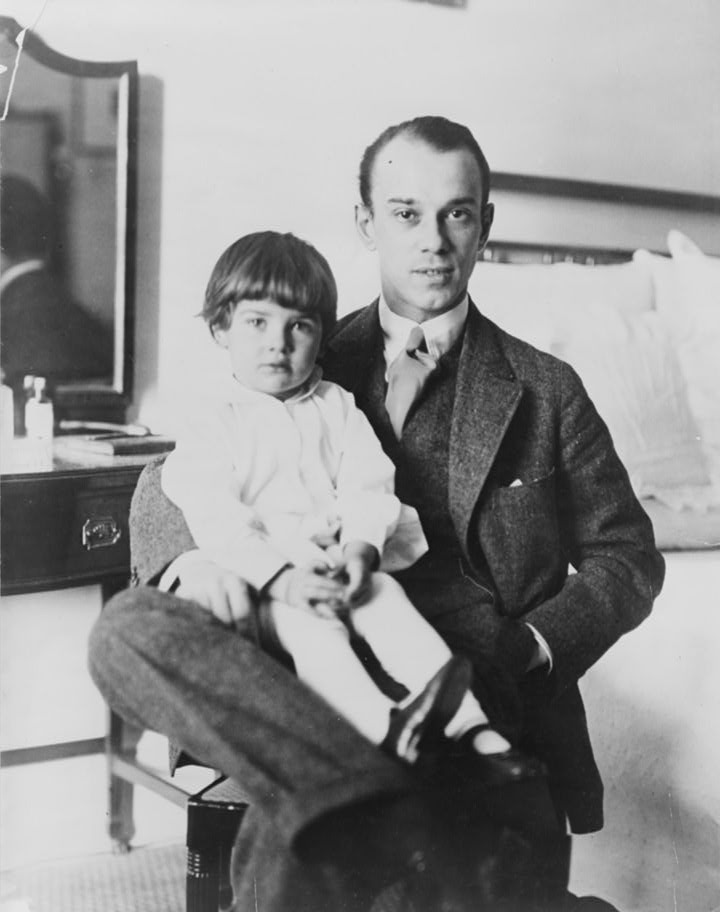
Con su hija en su departamento en Biltome, circa 1916.

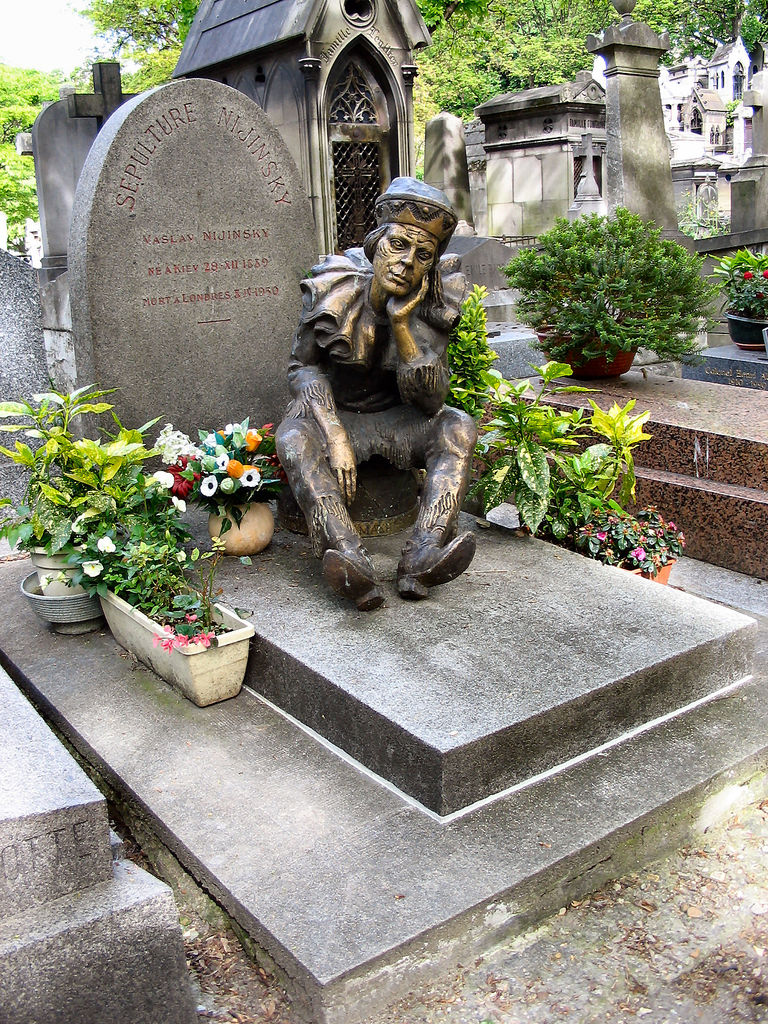
Lápida de Vaslav Nijinsky en el Cementerio de Montmartre en París.

En 1913 los Ballets Rusos hicieron una gira a Sudamérica, y debido a su temor por los viajes oceánicos Diáguilev no los acompañó. Sin la supervisión de su mentor, Nijinsky comenzó una relación con la condesa húngara Romola de Pulszky, que según la memorias de su hermana Bronislava Nijinska, sometió al bailarín a una implacable persecución. Ardiente admiradora de Nijinsky, usó sus contactos familiares para acercase a él, aunque a pesar de sus esfuerzos para atraerlo, Nijinsky no se fijaba en ella. Finalmente Romola reservó un pasaje para el viaje en el barco en que Nijinsky iba a viajar, y entabló una amistad con él. Los motivos de que se llevara a cabo este matrimonio son fuente de especulación, aunque la creencia más extendida es que el título de Romola hizo suponer a Nijinsky que ella poseía la riqueza que le permitiría escapar del dominio de Diáguilev. Se casaron en Buenos Aires, en la Iglesia de San Miguel (Buenos Aires). Cuando regresaron a Europa, Diáguilev, en un ataque de celos, lo despidió. Nijinsky trató de crear su propia compañía, pero las contrataciones en Londres no pudieron superar los problemas administrativos.
Durante la Primera Guerra Mundial, Nijinsky fue sometido a arresto domiciliario en Hungría por ser ciudadano ruso. Diáguilev logró sacar del país a Nijinsky gracias a la intervención de Alfonso XIII y su Oficina Pro Cautivos, y en 1916 realizó una gira por Norteamérica, durante la que coreografió y protagonizó Till Eulenspiegel. Fue en esa época cuando comenzó a dar señales de padecer esquizofrenia. Tenía miedo de los otros bailarines y necesitaba que una trampilla quedase abierta.
En 1917, Nijinsky visitó Buenos Aires por segunda vez. Durante uno de los ensayos en el Teatro Colón, el répétiteur Grigóriev le pidió a que repitiera El Espectro de la rosa. Nijinsky, con aire desorientado, le preguntó, «¿Qué espectro?». Que olvidase ese ballet, cuando fue él quien lo estrenó, revelaba el alcance de la enfermedad. Tras las actuaciones en el Colón, Nijinsky viajó a Montevideo para una representación en beneficio de Cruz Roja. Su acompañante, el pianista Arthur Rubinstein, contó en sus memorias que Nijinsky tenía miedo de salir al escenario. Su actuación tuvo que retrasarse y cuando por fin salió, tan sólo pudo dar algunos pasos antes de retirarse a toda prisa.
Nijinsky sufrió una crisis nerviosa en 1919 que acabó con su carrera. Se le diagnosticó esquizofrenia y su esposa lo llevó a Suiza para que lo tratase el psiquiatra Eugene Bleuler. Pasó el resto de su vida en hospitales psiquiátricos y asilos, donde aprovechó para escribir un diario en dos partes. Murió en una clínica de Londres el 8 de abril de 1950 y fue enterrado en Londres, hasta que en 1953 su cuerpo fue trasladado al Cementerio de Montmartre de París (Francia) cerca de las tumbas de Gaetano Vestris, Théophile Gautier y Emma Livry.

## Figura en la cultura popular

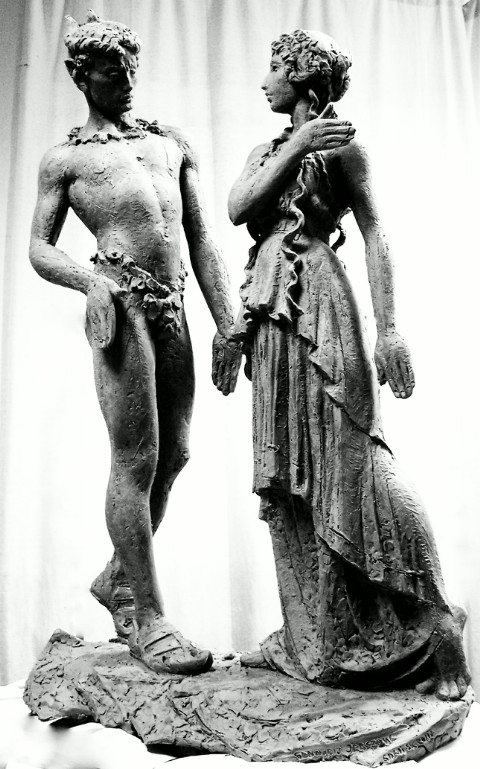
Escultura de Nijinski en el papel de fauno de Gennadij Jerszow en el Gran Teatro Wielki de Varsovia

- Nijinsky es mencionado en la canción de Groucho Marx «Lydia the Tattooed Lady»; también es nombrado en la canción «Prospettiva Nevski», de Franco Battiato.
- Nijinsky es mencionado en el poema de W. H. Auden «September 1, 1939».
- Nijinsky en el poema de Siomara España del libro Celebración de la memoria que dice:

"Como elevarse tres metros sobre el suelo de Nijinsky 
Nijinsky el espectro de la rosa 
Nijinsky amor de una estrella que o brilla
Nijinsky ángulo perfecto en el delirio"
- En la película La escafandra y la mariposa (Le Scaphandre et le Papillon, 2007, de Julian Schnabel) se rememora la historia del hospital en el que estuvo en rehabilitación Jean-Dominique Bauby y se habla del paso de Nijinsky en ese lugar: «...dicen que aquí Nijinsky hizo su famoso salto de tres metros por el aire... nadie aquí salta por el aire ya...».
- Presumiblemente, el famoso caballo de carreras, Nizhinski II, fue llamado así por él.
- Nijinsky es mencionado en el «Interludio» del libro Trópico de Capricornio, de Henry Miller: «Si no hubiera habido música, habría acabado en el manicomio como Nijinsky (fue por aquella época más o menos cuando descubrieron que Nijinsky estaba loco). Lo habían descubierto regalando su dinero a los pobres... ¡lo que siempre es mala señal!». También en Un domingo después de la guerra: «¡Con cuánta frecuencia he pensado en Nijinski, que fue despertado de su trance de un modo tan desconsiderado! ¿Qué pensara él de este mundo al que deliberadamente volvió la espalda para evitar volverse loco como el resto de nosotros? ¿Suponéis que se siente agradecido a sus engañosos benefactores? ¿Permanecerá él despierto y se ajustará en su sueño, como hacemos nosotros, o preferirá cerrar los ojos otra vez y gozar solamente de lo que él sabe es genuino y bello?».
- En su novela más conocida, Lolita, Nabókov lo describe como «todo músculos y hojas de higuera».
- En el artículo «Louis, enormísimo cronopio», Julio Cortázar dice de él:  «"en este teatro donde una vez el grandísimo cronopio Nijinsky descubrió que en el aire hay columpios secretos y escaleras que llevan a la alegría"».
- Yevgueni Pliúshchenko, medalla de oro en los Juegos Olímpicos de Invierno celebrados Turín en 2006 en la categoría masculina individual de Patinaje artístico sobre hielo, representó en la temporada 2003-2004 su programa libre titulado "Tribute to Vaslav Nijinsky", recientemente recuperado para la temporada 2010.
- En el museo Evaristo Valle se expone la escultura dedicada al bailarín y coreógrafo Vaslav Nijinsky del autor leonés Amancio González. Forma parte de la serie de once esculturas dedicadas a su figura. Ésta se inspira en el montaje con grabaciones de 1912 'La siesta del Fauno'.[25]

## Películas
- Nijinsky (1970)

Dirigida por Tony Richardson, el guion fue escrito por Edward Albee. La película iba a ser protagonizada por Rudolf Nuréyev como Vaslav, Claude Jade como Romola y Paul Scofield como Diáguilev, pero los productores Albert R. Broccoli y Harry Saltzman cancelaron el proyecto y quedó inconclusa.
- Nijinsky (1980)

Dirigida por Herbert Ross, protagonizada por George de la Peña como Vaslav, Leslie Browne como Romola, Alan Bates como Diáguilev, Jeremy Irons como Fokine y Carla Fracci como Tamara Karsávina. Romola Nizhinski figuró como guionista en la película.
- The Diaries of Vaslav Nijinsky (2001)

Dirigida y escrita por Paul Cox. El guion estuvo basado directamente en los diarios de Nijinsky, leídos con imágenes relacionadas. El tema principal fueron su obra, su enfermedad y sus relaciones con Diáguilev y con su mujer.
- Nijinsky 1912 (2008)

Montaje dirigido por Christian Comte (http://fr.youtube.com/user/christiancomte).